# Zámek Fryderyka von Opersdorffa
Zámek Fryderyka von Opersdorffa, polsky Pałac Fryderyka von Opersdorffa nebo Zamek w Polskiej Cerekwi, je původně pozdně renesanční zámek ve vesnici Polska Cerekiew ve gmině Polska Cerekiew v okrese Kandřín-Kozlí v jižním Polsku. Geograficky se nachází v nížině Ratibořská kotlina v Opolském vojvodství. Objekt je památkově chráněn a od roku 2012 rekonstruován.

## Historie a popis
Zámek z cihel a dvěma osmibokýma věžema nechal postavit v roce 1617 Friedrich von Opersdorff. Později zámek vlastnili Gaschinové. V roce 1894 byl přestavěn a renovován pro českého magnáta Eberharda Matuszku a nakonec patřil německému rodu Seher-Thosů. V roce 1945 vyhořel.

## Další informace
Zámek není volně přístupný a nachází se v zámeckém parku.

## Galerie

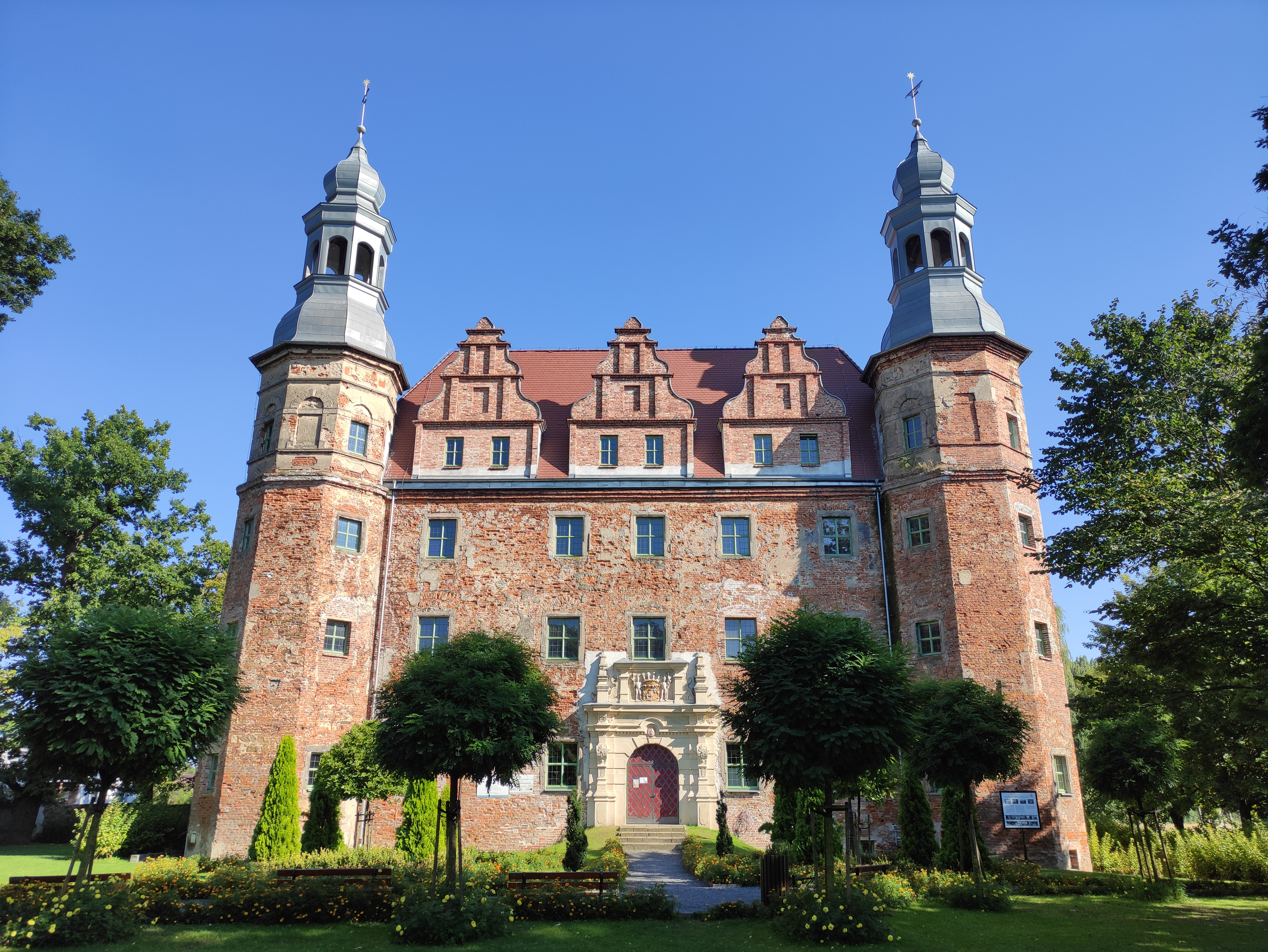